# Saußbach (Erlau)
Der Saußbach ist ein Bach im Bayerischen Wald in Niederbayern, der zusammen mit dem Rosenaubach ein zusammenhängendes Flusssystem mit einer Länge von ca. 14,4 km bildet. Der Name Rosenaubach bezeichnet den Oberlauf zwischen Quellgebiet und Zufluss des Kreuzbaches, Saußbach den unteren Abschnitt bis zur Mündung in die Erlau.
Der größte Nebenfluss ist der südlich vom Erlauzwiesel von links zufließende Schauerbach, der mit dem Grundmühler Bach, dem Steinerfurthbach, und dem Holzlenzenbach ein weiteres Flusssystem mit einem großen Einzugsgebiet bildet.

## Geographie

### Lauf

#### Rosenaubach (Oberlauf)
Der Rosenaubach entspringt südlich des Zillbergs (828 m ü. NHN) und nordnordöstlich der Stadtmitte des Pfarrdorfes Jandelsbrunn auf einer Höhe von (682 m ü. NHN). Nach ca. 200 m fließt ihm auf einer Höhe von (669 m ü. NHN) ein weiterer Quellast zu, der auf einer Höhe von (680 m ü. NHN) entspringt. Ein dritter Quellast folgt nach weiteren 260 m auf einer Höhe von (652 m ü. NHN). Dieser Quellast entspringt auf einer Höhe von (663 m ü. NHN).
Der Rosenaubach fließt von seinem Quellgebiet zunächst in südlicher Richtung abwärts, bevor er sich westlich vom Jandelsbrunner Weiler Jandelsbrunnermühle in eine vornehmlich westliche Richtung wendet. Hier mündet von links und allerletzt Nordosten der Pfeierwiesgraben und ca. 100 Meter weiter westlich von links und allerletzt Südosten ein weiterer aus Richtung Südosten und vom Weiler Weid kommender Bach. Der Rosenauchbach tangiert anschließend das nordöstliche Ende des Gewerbegebiets Jandelsbrunn, wo er teilweise in einem Rohrsystem verläuft, bevor er südöstlich der Einöde Freud von links und allerletzt Norden den Zanglinggraben aufnimmt. Ca. 200 Meter weiter kommt von rechts und allerletzt Nordosten ein aus Richtung des Weilers Schlag kommender Bach hinzu. Kurz vor der südlich der Einöde Mösing liegenden Kläranlage fließt der Kramerbach von links und allerletzt Südsüdosten in den Rosenaubach, bevor ca. 400 Meter weiter von rechts und allerletzt Nordosten der Kaltwassergraben einmündet. Von hier aus fließt der Rosenaubach in westlicher Richtung durch das Wäldchen Weidholz, an dessen westlichem Ende die Flussrichtung nach Süden umschwenkt. Hier münden von rechts und allerletzt Nordnordosten bzw. Nordwesten zwei kleine Bäche aus Richtung des Dorfes Poppenreut. Ca. 500 Meter weiter kommt von links und allerletzt Südsüdosten ein kurzer Graben hinzu, bevor sich der Rosenaubach bei den östlich des Weilers Reichermühle gelegenen Fischteichen erneut am Zufluss des Kreuzbachs von links und aus dem Süden in eine westliche Richtung wendet.

#### Saußbach (Unterlauf)
Unterhalb der Mündung des Kreuzbaches wird der Rosenaubach als Saußbach bezeichnet. Von hier aus fließt er zunächst westlich in Richtung des Weilers Reichermühle weiter, bevor er eine zunehmend südwestliche Flussrichtung annimmt, um östlich des Waldkirchener Dorfes Erlauzwiesel auf das nordöstliche Ende des künstlich angelegten Erlauzwieseler Sees zu treffen.
Der Erlauzwieseler See ist ein 7,68 ha großer Stausee, der 1970 angelegt wurde und mit einem Damm am Südwestende auf eine Höhenlage von (595 m ü. NHN) (bei Stauziel) aufgestaut wird. Der Saußbach umfließt den Erlauzwieseler See – nur durch einen Weg getrennt – an dessen Ost- und Südufer ohne ihn zu speisen. Im südöstlichen Bereich des Stausees fließt von links und Süden ein Mündungsarm des Schauerbachs in den Saußbach. Dieser Zufluss liegt nach Karte mit (594 m ü. NHN) einen Meter unter dem Stauziel des Sees. Am westlichen Ende des Stausees mündet von links und Ostsüdosten ein zweiter Mündungsarm des Schauerbachs.
Vom Erlauzwieseler See aus fließt der Saußbach westwärts in Richtung der Einöde Reutmühle und speist ca. 300 m abwärts einen Mühlgraben, der südlich des Saußbaches ebenfalls der Reutmühle zufließt und der Stromerzeugung dient.
Abwärts der Reutmühle nimmt der Saußbach zunächst eine westliche Flussrichtung ein, bevor er sich südlich des Weilers Frischeck in eine südliche Richtung wendet und auf (582 m ü. NHN) nördlich von Fischerhäusl den von links und Osten kommenden Schwarzbach aufnimmt. Ca. 400 m westwärts wird der Saußbach durch einen kleinen Damm aufgestaut. An diesem Damm zweigt rechts vom Saußbach ein Graben ab, der in nordwestlicher Richtung nur schwach abfallend dem Hang folgt während der Saußbach in der etwas südlicher liegenden Saußbachklamm abwärts fließt. In dieser in nordwestlicher Richtung verlaufenden Klamm beträgt das durchschnittliche Gefälle auf den rund 940 Metern bis zum Weiler Saußmühle (504 m ü. NHN) etwa 85 Promille. Die Saußbachklamm ist Bestandteil des etwa 20 ha großen Naturschutzgebietes Saußbachleite.
Der oberhalb der Klamm abzweigende Graben läuft etwa 1120 m parallel zum Hang weiter, bevor er nordöstlich der Saußmühle mit einem Höhenunterschied von ca. 78 m teils unterirdisch, teils oberirdisch der Saußmühle zufließt und der Stromerzeugung dient. Das Wasserkraftwerk Saußmühle wurde nach Angabe der Stadtwerke Waldkirchen 1951 in Betrieb genommen und erzeugt mit Hilfe von zwei Francis-Turbinen eine Leistung von 463 kW.
Unterhalb der Saußmühle zweigt links vom Saußbach ein weiterer Graben ab, der entlang der Höhenlinien dem bewaldeten Tal zunächst nur wenig abfallend folgt, während der Saußbach etwas nördlicher den Saßberg (508 m ü. NHN) etwa zur Hälfte umrundet und in Richtung der Waldkirchener Einöde Saßbachmühle fließt. Der am Hang verlaufende Graben verläuft am bewaldeten Hang ca. 910 m südwestwärts, bevor er – zunächst oberirdisch, später unterirdisch – in nordwestlicher Richtung der privat betriebenen Saßbachmühle zufließt.
Etwa 200 m nordwestlich und unterhalb der Saßbachmühle mündet der Saußbach von links und Osten auf (449 m ü. NHN) in die obere Erlau.
Das Flusssystem aus Saußbach und Rosenaubach hat eine Gesamtlänge von 14,4 km und – basierend auf den Höhenangaben von Ursprung und Mündung – ein durchschnittliches Gefälle von ca. 16 ‰. Der untere, als Saußbach bezeichnete Abschnitt dieses Flusssystems hat bei einer Länge von 8,63 km ein Gefälle von ca. 17,8 ‰.

### Zuflüsse

#### Rosenaubach (Oberlauf)
Von der Quelle bis zum Saußbach. Auswahl.
Ursprung des Rosenaubachs auf ca. 828 m ü. NHN.
- Pfeiferwiesgraben von links und Nordosten aus Richtung des Jandelsbrunner Weilers Jandelsbrunnermühle
- Nicht bezeichneter Bach von links und Südosten aus Richtung des Jandelsbrunner Weilers Weid
- Zanglinggraben von rechts und Norden
- Nicht bezeichneter Bach von rechts und Nordnordosten
- Kramerbach von links und Südsüdosten aus Richtung des Pfarrdorfs Jandelsbrunn
- Kaltwassergraben von rechts und Nordosten
- Nicht bezeichneter Bach von rechts und Nordnordosten
- Nicht bezeichneter Bach von rechts und Nordwesten
- Nicht bezeichneter Bach von links und Ostsüdosten
- Kreuzbach von links und Süden aus Richtung des Pfarrdorfs Wollaberg

#### Saußbach (Unterlauf)
Vom Rosenaubach bis zur Mündung in die Erlau. Auswahl.
Ursprung des Saußbachs auf ca. 603 m ü. NHN an der Einmündung des Kreuzbachs in den Rosenaubach.
- Schauerbach über zwei Mündungsarme von links und Süden (1. Mündungsarm) bzw. links und Ostsüdosten (2. Mündungsarm)
- Schwarzbach von links und Osten

Mündung des Saußbachs auf ca. 449 m ü. NHN nordwestlich des Weilers Saßbachmühle der Stadt Waldkirchen von links und zuallerletzt Osten in die Erlau.

## Galerie

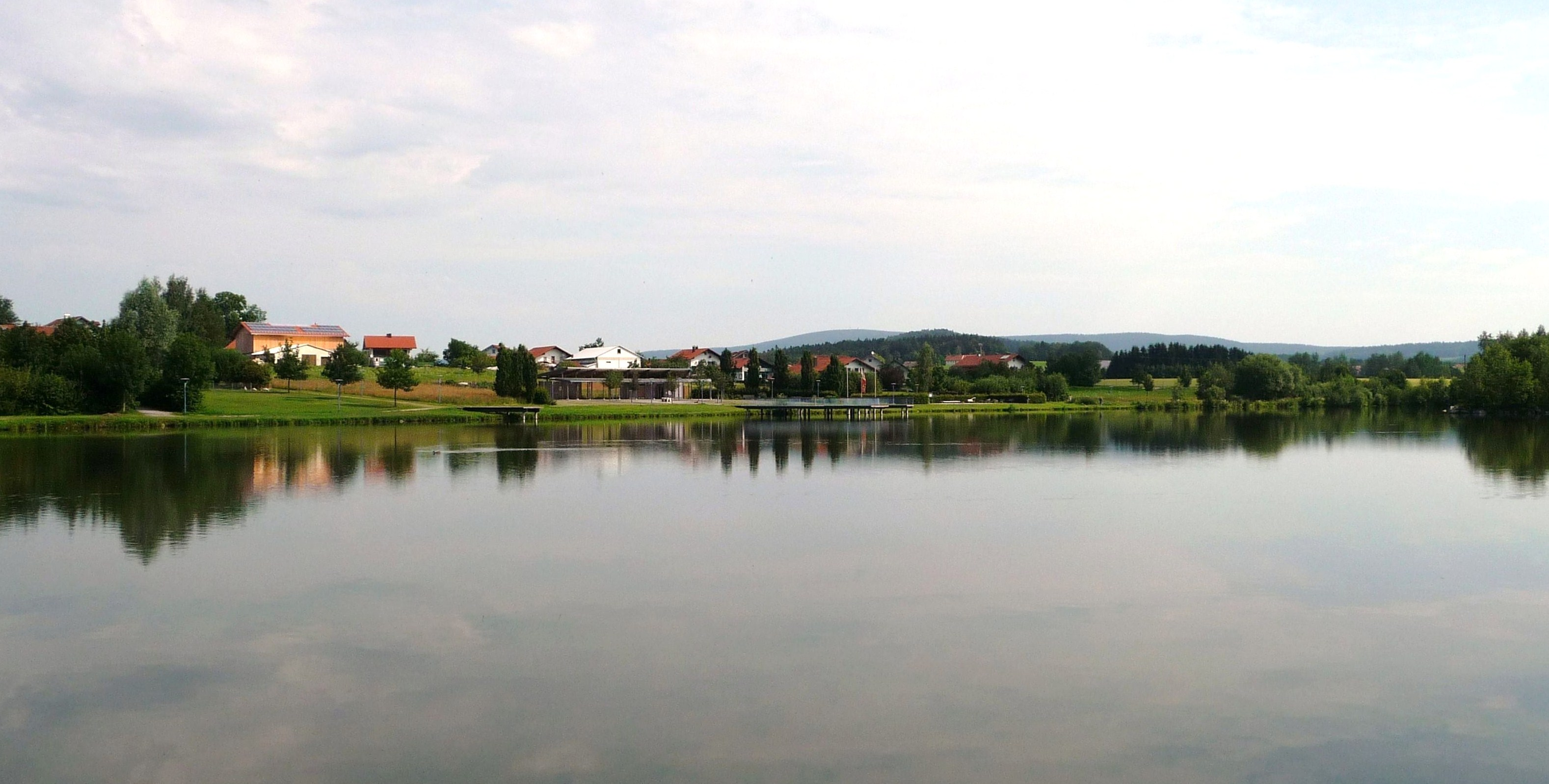
Erlauzwieseler See (der Saußbach umfließt den Erlauzwieseler See ohne ihn zu speisen)
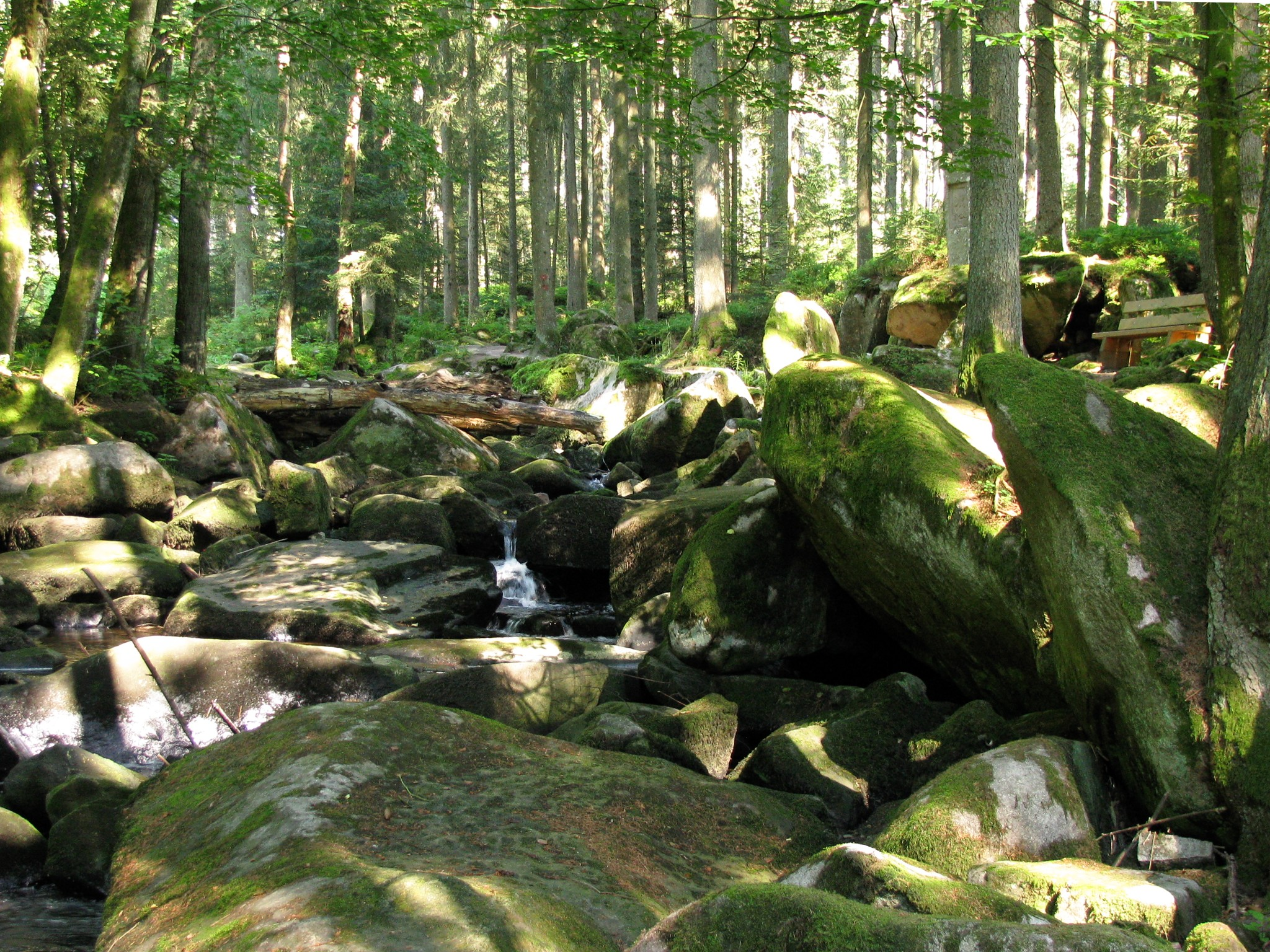
Der Saußbach durchfließt die Saußbachklamm bei Waldkirchen (die Wassermenge in der Saußbachklamm ist aufgrund von Ausleitungen abhängig von der Jahreszeit)
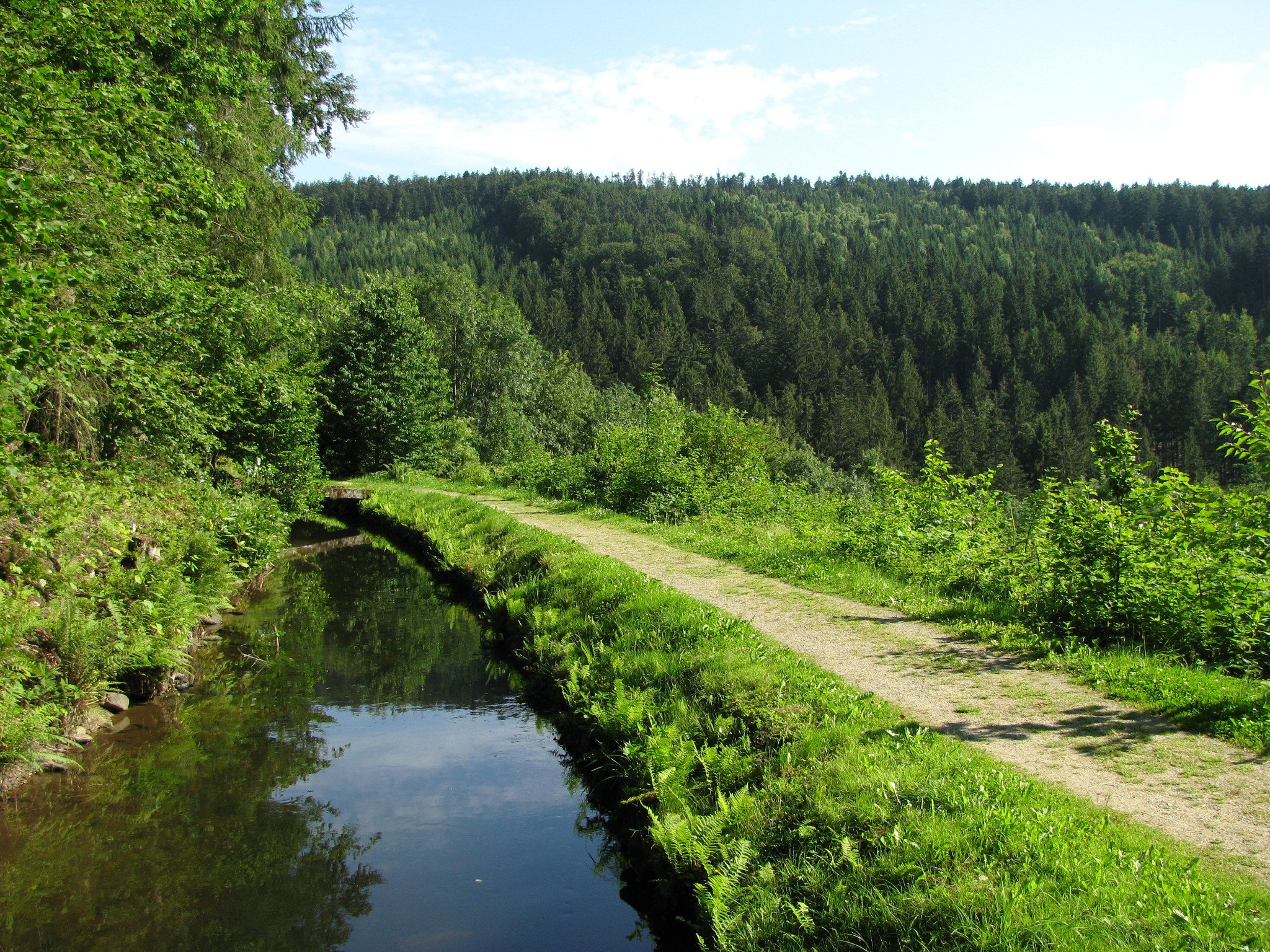
Parallel zum Hang verlaufender Graben (Ausleitung), der durch einen Höhenunterschied (Gefälle) der Stromerzeugung dient

## Sehenswürdigkeiten
- Der nahe gelegene Erlauzwieseler See mit seinem Rundweg, dem befestigten Holzsteg, dem Themengarten Granit und der Seebühne lädt zum Verweilen und zum Entspannen ein und ist ein beliebtes Ausflugsziel für Jogger und Spaziergänger.
- Die Saußbachklamm ist ein ca. 20 ha großes bayerisches Naturschutzgebiet.
- Das Naturschutzgebiet Saußbachklamm bietet außerdem einen am Waldkirchener Tourismusbüro beginnenden und leicht begehbaren Rundweg mit ca. 6 km Länge durch die tief eingeschnittene Saußbachklamm mit Einkehrmöglichkeit an der Haller Alm.